# 門羅縣 (阿拉巴馬州)
門羅縣（英語：Monroe County）是美國亞拉巴馬州南部的一個縣。面積2,679平方公里。根據美國2000年人口普查，共有人口24,324。縣治門羅維爾（Monroeville）。
成立於1815年6月29日，縣名是紀念第五任總統詹姆斯·門羅。本縣除縣治外為一禁酒的縣。